# Winfrid Trenkler

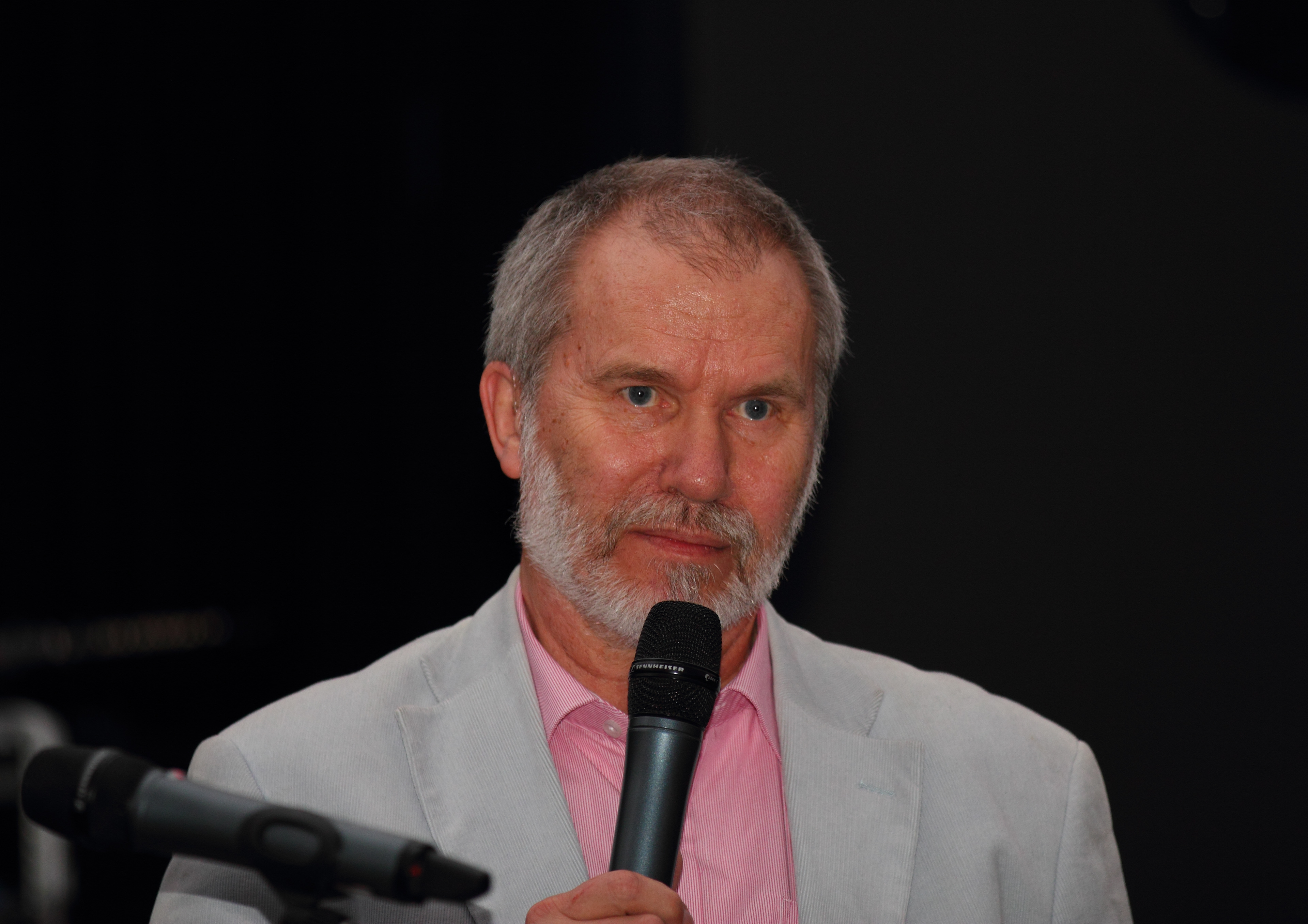
Winfrid Trenkler im März 2012 bei der Schallwelle-Preisverleihung in Bochum

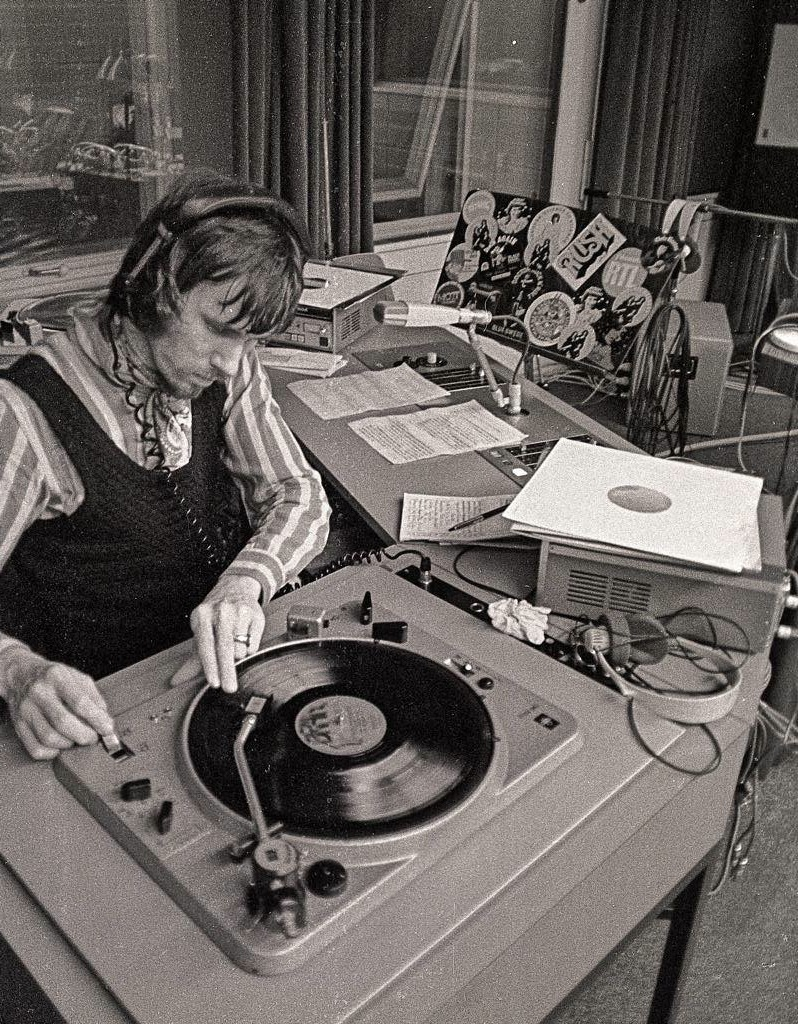
Winfrid Trenkler im April 1974 während der Sendung „Radiothek“ im Studio 35 des WDR in Köln

Winfrid Trenkler (* 13. April 1942) ist ein Musikjournalist, der ab 1973 im Westdeutschen Rundfunk, ab 1995 selbständig beliebte Radio-Sendungen im Bereich progressiver Rockmusik und elektronischer Musik moderierte.

## Sendungen
- 1972 bis 1986: Radiosendungen auf WDR 2:
  - „Pro Pop Music Shop“, ab 1973 als „Rock In“ weitergeführt (Sendeplatz erst Freitagnachmittag von 15.05 bis 16.00 Uhr, später im Freitagabendprogramm, dann Mittwochabend von 21.05 bis 22.30 Uhr). Die Erkennungsmelodie war ursprünglich „Warlock“ von Caravan, später „Excursion with complications“ von Bo Hansson (Album „Magician's Hat“).
  - Januar 1974 bis Dezember 1980: „Radiothek am Donnerstag“ mit progressiver Rockmusik und elektronischer Musik (Sendezeit 19.05 bis 21.00 Uhr, Co-Moderator Tom Schroeder). Die Erkennungsmelodie war „The Black Riders“ von Bo Hansson (Album „Lord of the Rings“).
  - Januar 1984 bis Juni 1986: die Sendung „Schwingungen“ alle 14 Tage donnerstags (Sendezeit von 22.30 Uhr bis 0:00 Uhr, mit Unterbrechung durch 23-Uhr-Nachrichten).

- 1986 bis 1995: Radiosendungen auf WDR 1:
  - Juni 1986 bis Januar 1988: die Sendung „Rock In“, alle 14 Tage donnerstags im Wechsel mit „Schwingungen“; Sendezeit beider Formate jetzt 22.05 Uhr – 0.00 Uhr, keine Unterbrechung mehr durch Nachrichten; „Rock In“ wurde Ende Januar 1988 abgesetzt.[1]
  - April 1987 bis 1995: „Schwingungen“ (Elektronische Musik), nun jeden Donnerstag, Sendezeit weiterhin 22.05 Uhr bis 0.00 Uhr, ohne Nachrichtenpause. Die Erkennungsmelodie dieser Sendung war von Januar 1984 an „So weit - so gut!“ von Harald Grosskopfs Album „Synthesist“. Nach einem Konzert von Michael Garrison im Bürgerhaus Stollwerck in Köln 1994 wurde „Departure“ vom Garrisons Album „Eclipse“ die Titelmelodie von Schwingungen bis zur Einstellung der Sendung im März 1995.

- Seit 1995: Schwingungen – „Radio auf CD“: die private Fortsetzung der Radiosendung auf CDs.

## Privatleben
Trenkler wohnt seit Jahren mit seiner Lebensgefährtin in Schweden.